# Cephaloscyllium sarawakensis
Cephaloscyllium sarawakensis är en hajart som beskrevs av Yano, Ahmad och Gambang 2005. Cephaloscyllium sarawakensis ingår i släktet Cephaloscyllium och familjen rödhajar. IUCN kategoriserar arten globalt som otillräckligt studerad. Inga underarter finns listade i Catalogue of Life.